# West Lothian-frågan
West Lothian-frågan (engelska: The West Lothian Question) är en frågeställning inom brittisk politik huruvida det införda självstyret i Skottland, Wales och Nordirland borde få konsekvenser för representationen i underhuset i det brittiska parlamentet. Frågeställningen inriktar sig huvudsakligen på att ledamöter från Skottland, Wales och Nordirland i det nationella parlamentet i Westminster har inflytande över frågor som rör England, medan underhusledamöter från England inte påverka motsvarande frågor vilka är föremål för självstyre i Skottland, Wales och Nordirland.
Frågeställningen har fått sitt namn genom Tam Dalyell, parlamentsledamot från den skotska valkretsen West Lothian, vilken den 14 november 1977 reste frågan en debatt i underhuset. Genom att använda sig själv som exempel poängterade han att som ledamot från den skotska valkretsen West Lothian skulle han kunna rösta om frågor avseende den engelska staden Blackburn i Lancashire, men inte för orten med samma namn i sin egen valkrets i ett självstyrande Skottland.

## Politiskt styre i Storbritannien och Nordirland
Brittiska parlamentet har genom att delegera makt till Skotska parlamentet, Wales nationalförsamling och Nordirlands lagstiftande församling infört självstyre i dessa regioner. Förändringarna genomfördes utan några konstitutionella ändringar och Westminsterparlamentet kan i princip när som helst upphäva lagstiftning, återta delegerade befogenheter eller upplösa de lokala självstyrelseförsamlingarna.
Så länge parlamentet respekterar de regionala självstyren som inrättats har man dock inget inflytande över dessa områden, utan de beslutas helt och hållet i de lokala lagstiftande församlingarna i Edinburgh, Cardiff och Belfast. Parlamentsledamöter från Skottand, Wales och Nordirland i det brittiska parlamentet deltar dock fullt ut i beslut rörande inte bara unionsfrågor som försvars- och utrikespolitik, utan även i styret av England. 
| Politisk representation | England                                                        | Skottland                                                      | Wales                                                          | Nordirland                                                     |
| ----------------------- | -------------------------------------------------------------- | -------------------------------------------------------------- | -------------------------------------------------------------- | -------------------------------------------------------------- |
| Unionsfrågor            | Förenade konungariket Storbritannien och Nordirlands parlament | Förenade konungariket Storbritannien och Nordirlands parlament | Förenade konungariket Storbritannien och Nordirlands parlament | Förenade konungariket Storbritannien och Nordirlands parlament |
| Styre av England        | Förenade konungariket Storbritannien och Nordirlands parlament | Förenade konungariket Storbritannien och Nordirlands parlament | Förenade konungariket Storbritannien och Nordirlands parlament | Förenade konungariket Storbritannien och Nordirlands parlament |
| Styre av Skottland      |                                                                | Skotska parlamentet                                            |                                                                |                                                                |
| Styre av Wales          |                                                                | Wales nationalförsamling                                       |                                                                |                                                                |
| Styre av Nordirland     |                                                                | Nordirlands lagstiftande församling                            |                                                                |                                                                |

West Lothian-frågan ifrågasätter varför ledamöter valda utanför England skall ha möjligheten att utöva, ett ibland avgörande, inflytande över engelsk politik. Möjliga lösningar på frågeställningen skulle kunna vara att skapa ett lokalt självstyrelseparlament även för England, eller att inom parlamentet begränsa ledamöternas rösträtt över frågor som berör England. Ett dilemma med att införa en begränsning enbart avseende England vore att engelska ledamöter då fortfarande skulle kunna besluta i de lokala frågor för Skottland, Wales och Nordirland som inte omfattas av respektive självstyre utan beslutas i Westminster.
En federalisering skulle innebära att ge de olika riksdelarna en makt som de inte har idag på bekostnad av Westminsterparlamentet, vilket skulle förändra det brittiska politiska systemet i grunden och att ge upp styret enligt Westminstermodellen. Ytterligare ett steg skulle varit att de olika riksdelarna blev sina egna självständiga länder så som tidigare varit fallet med Irländska fristaten 1922 eller något som skulle kunna ha realiserats genom folkomröstningen om skotsk självständighet 2014.